# Bwambarangwe (Kommune)
Bwambarangwe ist eine Kommune ganz im Osten der burundischen Provinz Kirundo. Im Census 2008 hatte sie 66.816 Einwohner.

## Geographie
An der Nordwestgrenze Bwambarangwes liegt der Lac Kanzigiri.
Im Bereich der Kommune befinden sich folgende Collines:
- Basara
- Bigera
- Budahunga
- Bugongo
- Bugorora
- Buhevyi
- Butegana
- Bwambarangwe
- Gahara
- Gakoni
- Gasave
- Gasenyi
- Gashikanwa
- Gataro
- Gatongati
- Gihama
- Gihanga
- Gikingo
- Gikombe
- Gisenga
- Gishehe
- Gitwa
- Gomba
- Kabenga
- Kabirizi
- Kabuyenge
- Karamba
- Kimeza
- Kiryama
- Kiyaga
- Kiyange
- Mabuye
- Minyago
- Mugongo
- Mukenke
- Mukingiro
- Mumana
- Murama
- Musave
- Mutarishwa
- Muvunyi
- Mwiteka
- Ngara
- Nkondo
- Ntamba
- Ntita
- Nyakigezi
- Ruhorongo
- Rukobero
- Rusara
- Rutamba
- Ruyanezi
- Ruzizi
- Rwiri